# ポストクレジットシーン
ポストクレジットシーン（tag、stinger、coda、button、mid-credits scene、after-credits sequence、end-credit scene、secret ending）は、映画などのエンドクレジット後の映像である。エピローグ、おまけ、ユーモア、明かされなかった事実の明示、続編への布石などの映像が使われる。エンドクレジットが終わってからではなく途中で中断され挿入される映像は、ミッドクレジットシーンと呼ばれている。主要スタッフ・キャストのクレジット、ミッドクレジットシーン、通常のエンドクレジット、ポストクレジットシーンといった流れで使用されることが多い。

## 歴史
現代の映画におけるポストクレジットシーンの最初期の一つは、1979年の『マペットの夢みるハリウッド』である。この映画は枠物語であり、登場人物自身が映画館で繰り広げられる映画を見る。エンドクレジットの間に、マペット（人形）たちは観客席から立ち上がって、互いに話しかけ、そして冗談を言い合う（したがって、実際の観客が動き回って、次に何が起こるか見るのを動機づける）。クレジットシーンの最後の瞬間、マペットたちが観客に「GO HOME!」と叫ぶ。「バイバイ」のため息をつき、疲弊から抜け出す前に。 
この映画以降、主に1980年代のコメディ映画でポストクレジットシーンが流行した。1980年の『フライングハイ』では、主人公ではなかった放棄されたタクシー乗客への電話で終わった。1987年の『マスターズ/超空の覇者』では、水の底から悪役のスケルターが出てきて「I' ll be back!」と叫ぶという、続編を匂わせるシーンがあったが、続編が製作されることはなかった。『マペットの夢みるハリウッド』のようにコメディ映画で使われる場合には、第四の壁を壊すようなメタ的な使われ方が多い。映画の他の部分では第四の壁が壊されていない場合でも、同様に壁が壊される。このような使われ方の場合では、しばしばキャラクター自身が映画が終わったということを示し、時には観客に直接劇場を去るように話しかけてくる。このような終わり方をする映画には『フェリスはある朝突然に』（1986年）などがある。『デッドプール』（2016年）では『フェリスはある朝突然に』をパロディにし、バスローブを着たデッドプールが観客に向かって「まだ居たの？ 終わった。…もう帰んな。」と語りかける。『プロデューサーズ』（2005年）では、プロデューサー・クリエーターのメル・ブルックスによるカメオ出演も含まれている。

## 現代の映画における例
メタフィクションの側面を持たないポストクレジットシーンもまた、1980年代に作られた。それらはまだ主にコメディ映画のために使われていた。ポストクレジットシーンは、映画本編に収まらないようなユーモラスなシーンを入れるのに便利な場所として使われた。そのほとんどは、本編で詳しく描かれなかった脇役や端役のその後や、未回収の伏線を回収するといった使われ方をした。たとえば『パイレーツ・オブ・カリビアン』シリーズでは、5作すべてにこのようなシーンが含まれている。『ナポレオン・ダイナマイト』（2004年）では、ある登場人物同士が結婚したことが明かされる。『キャノンボール』（1981年）では撮影中のNGシーンが流された。ジャッキー・チェンのアメリカ製の映画の多くでは、クレジットシーン内でアウトテイク映像を流している。
ポストクレジットシーンがコメディ要素の少ない映画で使用され始めたときでも、未回収の伏線や脇役の出番を隠す形式が使われていた。映画の本編に挿入するには場違いであろうシーン、コメディシーン、真相などを隠したりすることが意識された。『X-MEN:ファイナル ディシジョン』（2006年）では、中盤で死亡したプロフェッサーXが実は生きていることが示されている。『ハリー・ポッターと秘密の部屋』（2002）では、記憶喪失に陥ったロックハートがその後どうなったかについてが示される。『ヤング・シャーロック/ピラミッドの謎』（1985年）では、クレジットの中である人物が「モリアーティ」として署名する。
事前に計画されたシリーズ作品の台頭に伴い、ポストクレジットシーンが観客に続編を紹介させるためといった役割も採用されてきた。『マトリックス リローデッド』の上映時には、『マトリックス レボリューションズ』の予告編が流された。 
リチャード・リンクレイターの『スクール・オブ・ロック』（2003年）を含むいくつかの映画は、映像を流しながらクレジットを実行することによって、クレジットシーンを最大限に活用している。この例では、映画のラスト数分間に登場人物が曲を演奏し、登場人物が「映画は終わったが、私たちはまだ画面にいる。」と最後まで歌いきるまで、クレジットは流れ続ける。
マーベル・シネマティック・ユニバース作品は、ほぼ全てにポストクレジットシーンがある。主な同シリーズの作品との繋がりを見せるために、ミッドクレジットシーンやポストクレジットシーンを使用している。たとえば『アイアンマン2（2010年）では、ニューメキシコ州の砂漠のクレーターの底にある大きなハンマーがSHIELDのエージェント、フィル・コールソンによって発見され、『マイティ・ソー』（2011年）への布石となっている。 『キャプテン・アメリカ/ウィンター・ソルジャー』では、『アベンジャーズ/エイジ・オブ・ウルトロン』で重要な役割を担うピエトロ・マキシモフとワンダ・マキシモフが初登場する。続編への布石ではなく単なるジョークなどでは、『アベンジャーズ』（2012年）のチームがニューヨーク決戦によって破棄されたレストランでシャワルマを気だるげに食べたり、『スパイダーマン:ホームカミング』ではキャプテン・アメリカが観客に向かって忍耐力は重要だと教育するなどがある  。
こうした理由についてマーベル・スタジオ社長のケヴィン・ファイギは『フェリスはある朝突然に』や『マスターズ/超空の覇者』を挙げ、映画に終わってほしくない、映画館にいるという体験を終わらせたくないといった映画の原体験に起因すると語った。
『バグズ・ライフ』（1998年）、『ファインディング・ニモ』（2003年）、『アーロと少年』（2015年）、『ファインディング・ドリー』（2016年）など、多くのピクサー映画のクレジットにはコメディーシーンが含まれている。特に、『バグズライフ』では登場人物が映画の“セット”をめちゃくちゃにしたり、セリフ忘れをするなど、実写映画のようなNGシーンを模して作られた。『トイ・ストーリー2』、『モンスターズ・インク』、『カーズ』（2006年）、『トイ・ストーリー3』（2010年）、『インサイド・ヘッド』（2015年）などの他のピクサー映画には、クレジット中にエピローグが含まれている。 
ポストクレジットシーンの珍しい使い方として、契約上の義務を果たすことがある。トミー・ウィソーの伝記映画である『ディザスター・アーティスト』を制作するための人格権を確保するために、映画製作者はウィソー自身による撮影を含めることを義務付けられた。このシーンは撮影されたが、映画のポストクレジットシーンに追いやられた。

## テレビ番組
テレビドラマやテレビアニメにおいては、エンドクレジット後はCパートと呼ばれる。エピローグや、本筋と無関係なおまけコーナー、次回予告のみでCパート自体がないことや、そもそもエンドクレジット自体がないこともある。映画などに比べれば放送話数が多いため、特別なエンディング映像が用意されることも多い。

## ゲーム
ビデオゲームにおける初期の例である『MOTHER2 ギーグの逆襲』では、主人公はゲームの始まりと同じように正面玄関をノックされて目覚める。ポーキー・ミンチの弟ピッキーから主人公に宛てたポーキーの手紙が届いたことを伝えられ、同作の幕は閉じる。一般的なのは、1人または複数のキャラクターが話す、クレジット後のシーンまたはナレーションで、それまでのシナリオに新しい視点を与えることや、シリーズの続編に対する伏線や布石などがある。
現代のゲームでは、開発が大規模化しクレジットが長くなるにつれて、エンドクレジット中にプレイヤーの興味を維持する追加のシーンなどが挿入されることが一般的になりつつある。プレイヤーが操作できるインタラクティブな要素があるエンドクレジットも珍しくない。